# Gertrud Skomagers
Gertrud Rasmus Skomagers est une danoise exécutée en 1556 pour sorcellerie. Son procès entraîna une modification de la loi concernant les procès de sorcières au Danemark.

## Biographie
Gertrud Skomagers est accusée par Hans Ipsen à Rudkøbing de lui avoir fait du mal, ainsi qu’à ses biens, par la magie. L’accusation est soutenue par 16 témoins et appuyée par les rumeurs qui circulaient, selon lesquelles elle était une sorcière. Skomagers ne cessera jamais de clamer son innocence, y compris pendant la torture. Elle est déclarée coupable et condamnée à être brûlée sur le bûcher. Skomagers sera exécutée sans avoir jamais admis sa culpabilité.
L’année suivante, son conjoint dépose une plainte devant le monarque. Jugée recevable et juste, cette dernière amène le procès à être déclaré nul. Les témoins du procès sont condamnés à une amende. Le cas de Gertrud Skomagers conduit ensuite à une nouvelle loi, qui interdit aux juges locaux d’exécuter quiconque pour sorcellerie avant que leurs verdicts n’aient été confirmés par la Haute Cour,,,,,.